# Xylylgroep

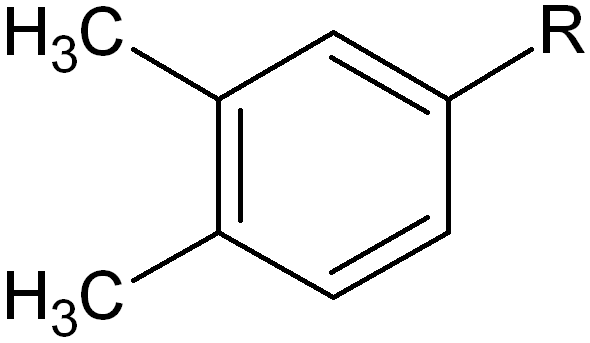
Structuurformule van een o-xylylgroep.

Een xylylgroep is een functionele groep, afgeleid van xyleen, vaak ook aangeduid als dimethylfenyl-groep. De molecuulformule van een tolylgroep is CH3(C6H5)-R. Aangezien xyleen in 3 mogelijk isomere vormen voorkomt, bestaan er ook van de xylylgroep 3 isomeren:
- o-xylyl (de methylgroepen staan in ortho-positie)
- m-xylyl (de methylgroepen staan in meta-positie)
- p-xylyl (de methylgroepen staan in para-positie)

De aangegeven voorvoegsels zeggen iets over de relatieve positie van de methylgroepen, niet over de positie van de R-groep. Om deze reden wordt de groep doorgaans beschreven als een dimethylfenylderivaat. In het voorbeeld hiernaast zou sprake zijn van: (3,4-dimethylfenyl). De hele groep wordt tussen ronde haken geplaatst om aan te geven dat de groep één geheel vormt. De positie van de R-groep is de 1-positie als we de verbinding als fenylderivaat beschrijven.